# John Edgar Colwell Hearne
John Edgar Colwell Hearne (* 4. Februar 1926 in Montreal, Kanada; † 12. Dezember 1994 in Stony Hill, Jamaika) war Schriftsteller, Journalist und Lehrer.

## Leben und Werk
John Hearne wurde als Sohn jamaikanischer Eltern in Montréal, Kanada geboren. Mit zwei Jahren kam er nach Jamaika. wo er das Jamaica College in Kingston besuchte. Nach seinem Militärdienst in der Britischen Royal Air Force während des Zweiten Weltkriegs studierte er Englisch und Philosophie an der Universität von Edinburgh.
Er unterrichtete als Lehrer an der Universität London und von 1950 bis 1952 an einer Schule in Jamaika. In der Zeit arbeitete er auch als Journalist. Für einige Jahre bereiste er dann Europa (zeitweise zusammen mit dem Schriftsteller Roger Mais), kehrte aber 1957 nach Jamaika zurück. Er was außerdem Mitarbeiter der University of the West Indies in Mona.
Seine erste Veröffentlichung war 1955 der Roman Voices under the Window (dt.: Stimmen unter dem Fenster, 1956). Sie spielt in Jamaika in den späten 1940ern oder frühen 1950ern und erzählt im Rahmen eines Aufruhrs, wie ein Mann, der in privilegiertem Umfeld aufgewachsen ist, sich entscheidet, sich als Politiker für die Unterprivilegierten einzusetzen. Hearnes Prosa ist an Hemingway und Faulkner geschult. Seine weiteren Romane und Erzählungen, die er 1956 bis 1961 veröffentlichte, spielen auf der imaginären Insel Cayuna, die sehr an Jamaika erinnert. Er behandelt dort Themen mit aktuellem und lokalem Bezug wie zum Beispiel den Aufbau der Bauxitindustrie, die kubanische Revolution oder den Beginn der Rastafari-Bewegung.
In den späten 1960er und frühen 1970er Jahren schrieb er zusammen mit dem Journalisten Morris Cargill eine Reihe von drei Thrillern unter dem Pseudonym „John Morris“, die im Geheimdienstmilieu spielen.
1985 wurde seine letzte Erzählung, The Sure Salvation, veröffentlicht, die auf einem Sklavenschiff in der Mitte des 19. Jahrhunderts spielt.

## Werke
- Voices under the Window, London 1955; Stimmen unter dem Fenster, München 1956, übersetzt von Reinhard Baumgart
- Stranger at the Gate, London 1956; Der Andere, München 1957, aus dem Englischen übertragen von Hans Egon Gerlach
- The Eye of the Storm, Boston 1958
- The Faces of Love, London 1959; Gesichter der Liebe, München 1959
- Autumn Equinox, London 1959
- Land of the Living, London 1961
- The Sure Salvation, New York 1982; Das Paradies vor Augen. Sklaverei und Rebellion auf der "Sure Salvation", Zürich 2006

Unter dem Pseudonym John Morris (zusammen mit Morris Cargill)
- Fever Grass, Kingston 1969; Trip mit Hasch, 1971, aus dem Englischen übersetzt von Heinz Kausträter (Shocker Band 94)
- The Candywine Development, Kingston 1970; Tödlicher Stachel, 1970 (1971: Shocker Band 105)
- The Checkerboard Caper, New Jersey 1971